# شان بیگرستف
شان بیگرستـَف (انگلیسی: Sean Biggerstaff؛ زادهٔ ۱۵ مارس ۱۹۸۳) یک هنرپیشه اهل بریتانیا است. وی از سال ۱۹۹۶ میلادی تاکنون مشغول فعالیت بوده‌است.
او در سال ۲۰۰۷ میلادی برندهٔ جایزهٔ «بفتا اسکاتلند» برای «بهترین هنرپیشه مرد تلویزیون» شد.

## گزیدهٔ آثار

### سینما
- ماری یکم اسکاتلند (۲۰۱۳)
- هری پاتر و یادگاران مرگ - قسمت دوم (۲۰۱۱)
- بازپرداخت (۲۰۰۶)
- هری پاتر و سنگ جادو (۲۰۰۲)
- هری پاتر و تالار اسرار (۲۰۰۱)
- مهمان زمستانی (۱۹۹۷)

### تلویزیون
- مارپل آگاتا کریستی (۲۰۰۹)